# 西宮市教育文化センター
西宮市教育文化センター（にしのみやしきょういくぶんかセンター）は、日本の兵庫県西宮市が設置している図書館・博物館から構成される複合型の公共施設である。

## 施設
1985年（昭和60年）7月10日、西宮市役所の南隣（現在の西宮市民会館所在地）にあった西宮市立図書館の新本館および、新設が決まった西宮市立郷土資料館の一体型施設として開館した。2002年（平成14年）には、1945年（昭和20年）の西宮空襲による被害を始め市内の戦争関連資料を展示する西宮市平和資料館が開館している。
近郊には西宮市大谷記念美術館や、私設で市立郷土資料館よりも9年早く1976年（昭和51年）に開館した辰馬考古資料館も立地している。
- 所在地：662-0944 兵庫県西宮市川添町15-26
- 地上3階・地下1階
- 延床面積：8358.04m2[2]

### 各階
3階
- 市民ギャラリー第3・第4展示室、学習室、テラス

2階
- 図書館事務室、市民ギャラリー第1・第2展示室、集会室、講座室、研修室、特別研究室、コンピュータ室

1階
- 図書館（一般書・児童書・視聴覚資料）
- 郷土資料館常設展示室、事務室
- 平和資料館

地階
- 図書館書庫、大倉庫、ワークルーム、郷土資料館第1〜第4収蔵庫、工作室、燻蒸室

## 構成
西宮市立中央図書館、西宮市立郷土資料館、西宮市平和資料館、西宮市民ギャラリーの4施設で構成されている。

### 中央図書館
4館7分室で構成される西宮市立図書館の本館。市内には本館の他に地域拠点館として北部図書館、鳴尾図書館、北口図書館の3館がある。

### 郷土資料館
1985年（昭和60年）7月10日開館。西宮市に関する歴史資料の収集、調査・研究を行い、実物やジオラマの常設展示を実施している。収蔵資料は約4万点にのぼり、主要な展示物は具足塚古墳の出土品、灘五郷の酒を西宮から江戸へ運んだ樽廻船の模型、明治・大正期の甲陽園の絵葉書など約250点。
2002年（平成14年）には、市内北部の西宮市立名塩小学校の付帯施設だった名塩和紙学習館を分館として編入している。
日本博物館協会会員館。博物館法に基づく兵庫県教育委員会登録博物館（2013年（平成25年）~）である。またひょうごっ子ココロンカードの対象施設になっている。
入館無料。開館日は中央図書館に準じ、毎週月曜日と年末年始（12月29日 - 1月4日）が休館。その他、臨時休館日が設定される場合がある。

### 平和資料館
2002年（平成14年）開館。戦時下の西宮市における市民の生活や学童疎開、1945年（昭和20年）の西宮空襲による被害など戦争体験の継承を通じて平和の大切さを訴えることを設置目的としている。
入館無料。開館日は中央図書館・郷土資料館に準じる。

### 市民ギャラリー
センターの2・3階にギャラリー専用の展示室4室を設け、絵画展や写真展などの利用に供している。市内に本社を置く双葉化学商会が指定管理者としてギャラリーの運営を受託。

## アクセス
阪神本線香櫨園駅から南へ徒歩5分。もしくは阪神バス・阪急バス「川東町」バス停下車。
※駐車場は用意されていない。